# Qualifications du tournoi masculin de water-polo aux Jeux olympiques d'été de 2012
Pour un article plus général, voir Water-polo aux Jeux olympiques d'été de 2012.
Les qualifications pour le tournoi masculin de water-polo des Jeux olympiques d'été de 2012 se tiennent entre juin 2011 et avril 2012.

## Mode de qualification
En novembre 2010, la Fédération internationale de natation a déterminé les compétitions offrant des places qualificatives aux Jeux olympiques d'été de 2012. En cas de renoncement aux places qualificatives, celles-ci sont réattribuées selon le classement des tournois olympiques de qualification d'avril 2012. Cette règle est appliquée à la confédération africaine puisqu'en janvier 2012 la FINA constate qu'il ne peut y avoir de tournoi africain de qualification.
Les équipes de Grande-Bretagne représentent le continent européen en tant que pays hôte.

## Équipes qualifiées pour les Jeux olympiques 2012
| Compétition                        | Date                  | Lieu                  | Nombre de places | Qualifiés                         |
| ---------------------------------- | --------------------- | --------------------- | ---------------- | --------------------------------- |
| Pays organisateur                  | –                     | –                     | 1                | Grande-Bretagne                   |
| Ligue mondiale 2011                | 21 au 26 juin 2011    | Florence (Italie)     | 1                | Serbie                            |
| Championnats du monde 2011         | 16 au 31 juillet 2011 | Shanghai (Chine)      | 3                | Italie Croatie Hongrie            |
| Jeux panaméricains de 2011         | 23 au 29 octobre 2011 | Guadalajara (Mexique) | 1                | États-Unis                        |
| Tournoi asiatique de qualification | 25 au 27 janvier 2012 | Chiba (Japon)         | 1                | Kazakhstan                        |
| Océanie                            | –                     | –                     | 1                | Australie                         |
| Tournoi africain de qualification  | annulé                | annulé                | 1 0              | -                                 |
| Tournoi de qualification olympique | 1er au 8 avril 2012   | Edmonton (Canada)     | 3+1              | Monténégro Espagne Grèce Roumanie |
| Total                              |                       |                       | 12               |                                   |

## Tournois de qualification

### Tournoi asiatique de qualification
Sous le nom de « Championnat asiatique de water-polo 2012 » (Asian Water Polo Championship 2012), a lieu la sélection d'une équipe masculine de la Fédération d’Asie de natation.
Dans ce tournoi, chaque équipe rencontre les autres une fois. L'équipe terminant première se qualifie pour les Jeux olympiques.
| Rang | Équipe     | Pts | J | G | N | P | Bp | Bc | Diff |
| ---- | ---------- | --- | - | - | - | - | -- | -- | ---- |
| 1    | Kazakhstan | 9   | 3 | 3 | 0 | 0 | 24 | 16 | +8   |
| 2    | Chine      | 6   | 3 | 2 | 0 | 1 | 37 | 18 | +19  |
| 3    | Japon      | 3   | 3 | 1 | 0 | 2 | 32 | 15 | +17  |
| 4    | Koweït     | 0   | 3 | 0 | 0 | 3 | 11 | 55 | -44  |

| Date       |            | Score |            | Quarts-temps          |
| ---------- | ---------- | ----- | ---------- | --------------------- |
| 25 janvier | Chine      | 7-8   | Kazakhstan | 2-3 ; 0-2 ; 1-1 ; 4-2 |
| 25 janvier | Japon      | 22-2  | Koweït     | 4-0 ; 3-1 ; 7-0 ; 8-1 |
| 26 janvier | Chine      | 23-4  | Koweït     | 6-1 ; 7-2 ; 8-0 ; 2-1 |
| 26 janvier | Japon      | 4-6   | Kazakhstan | 1-1 ; 2-2 ; 1-2 ; 0-1 |
| 27 janvier | Kazakhstan | 10-5  | Koweït     | 3-1 ; 3-0 ; 3-1 ; 1-3 |
| 27 janvier | Japon      | 6-7   | Chine      | 1-3 ; 0-1 ; 2-1 ; 3-2 |

| Classement final | Classement final |
| Place            | Équipe           |
| 1                | Kazakhstan       |
| ---------------- | ---------------- |
| 2                | Chine            |
| 3                | Japon            |
| 4                | Koweït           |

L'équipe du Kazakhstan se qualifie pour les Jeux olympiques.

### Tournoi de qualification olympique
En avril 2012, est organisé un tournoi pour affecter trois places de qualification olympique chez les messieurs.
Le tournoi olympique masculin de qualification (TQO masculin) a lieu du 1er au 8 avril 2012 au Kinsmen Sport Centre, à Edmonton, au Canada,.
Deux groupes de six équipes sont constitués en phase préliminaire lors d’un tirage au sort effectué le 19 février 2012, à Londres. La phase finale, à partir des quarts de finale, permet d’établir un classement final des huit premiers qui déterminent l'attribution des quotas olympiques, les quatre initiaux puis ceux ouverts par le retrait d’une équipe déjà qualifiée.
Au terme du championnat d’Europe 2012 et de l’absence de représentant du continent africain, six équipes européennes sont inscrites.

#### Division A
| Rang | Équipe     | Pts | J | G | N | P | Bp | Bc | Diff |
| ---- | ---------- | --- | - | - | - | - | -- | -- | ---- |
| 1    | Monténégro | 10  | 5 | 5 | 0 | 0 | 59 | 34 | +25  |
| 2    | Roumanie   | 6   | 5 | 3 | 0 | 1 | 43 | 44 | -1   |
| 3    | Grèce      | 6   | 5 | 3 | 0 | 2 | 53 | 34 | +19  |
| 4    | Macédoine  | 4   | 5 | 2 | 0 | 3 | 29 | 45 | -16  |
| 5    | Allemagne  | 4   | 5 | 2 | 0 | 3 | 41 | 43 | -2   |
| 6    | Pays-Bas   | 0   | 5 | 0 | 0 | 5 | 28 | 53 | -25  |

L'équipe de Macédoine ayant battu l’équipe d’Allemagne, elle prend la quatrième et dernière place qualificative pour les quarts de finale.
| Date           |            | Score |            | Quarts-temps          |
| -------------- | ---------- | ----- | ---------- | --------------------- |
| 1er avril 2012 | Monténégro | 12-6  | Pays-Bas   | 2-1 ; 4-2 ; 4-1 ; 2-2 |
| 1er avril 2012 | Grèce      | 12-2  | Macédoine  | 1-0 ; 3-2 ; 3-0 ; 5-0 |
| 1er avril 2012 | Allemagne  | 10-9  | Roumanie   | 3-2 ; 4-4 ; 0-1 ; 3-2 |
| 2 avril 2012   | Pays-Bas   | 6-9   | Macédoine  | 1-1 ; 0-3 ; 3-3 ; 2-2 |
| 2 avril 2012   | Roumanie   | 10-9  | Grèce      | 2-3 ; 3-2 ; 2-2 ; 3-2 |
| 2 avril 2012   | Monténégro | 11-7  | Allemagne  | 4-0 ; 3-2 ; 3-4 ; 1-1 |
| 3 avril 2012   | Macédoine  | 6-9   | Roumanie   | 2-1 ; 1-2 ; 2-4 ; 1-2 |
| 3 avril 2012   | Allemagne  | 11-6  | Pays-Bas   | 5-3 ; 3-1 ; 1-1 ; 2-1 |
| 3 avril 2012   | Grèce      | 7-8   | Monténégro | 1-2 ; 1-2 ; 2-2 ; 3-2 |
| 4 avril 2012   | Pays-Bas   | 5-7   | Roumanie   | 1-1 ; 3-3 ; 0-2 ; 1-1 |
| 4 avril 2012   | Monténégro | 14-6  | Macédoine  | 3-0 ; 4-1 ; 4-2 ; 3-3 |
| 4 avril 2012   | Allemagne  | 9-11  | Grèce      | 2-4 ; 2-2 ; 2-3 ; 3-2 |
| 5 avril 2012   | Grèce      | 14-5  | Pays-Bas   | 2-1 ; 3-0 ; 4-1 ; 5-3 |
| 5 avril 2012   | Macédoine  | 6-4   | Allemagne  | 0-2 ; 2-1 ; 4-1 ; 0-0 |
| 5 avril 2012   | Monténégro | 14-8  | Roumanie   | 3-2 ; 5-2 ; 3-3 ; 3-1 |

#### Division B
| Rang | Équipe    | Pts | J | G | N | P | Bp | Bc | Diff |
| ---- | --------- | --- | - | - | - | - | -- | -- | ---- |
| 1    | Espagne   | 8   | 4 | 4 | 0 | 0 | 61 | 24 | +37  |
| 2    | Canada    | 6   | 4 | 3 | 0 | 1 | 45 | 28 | +17  |
| 3    | Brésil    | 3   | 4 | 1 | 1 | 2 | 43 | 47 | -4   |
| 4    | Turquie   | 2   | 4 | 0 | 2 | 2 | 27 | 55 | -28  |
| 5    | Argentine | 1   | 4 | 0 | 1 | 3 | 27 | 52 | -25  |
| 6    | Venezuela | 0   | 4 | 0 | 0 | 0 | 0  | 0  | 0    |

Peu avant le début du tournoi, l'équipe du Venezuela se retire.
| Date           |           | Score |           | Quarts-temps          |
| -------------- | --------- | ----- | --------- | --------------------- |
| 1er avril 2012 | Espagne   | 17-7  | Brésil    | 3-2 ; 4-3 ; 6-1 ; 4-1 |
| 1er avril 2012 | Turquie   | 9-9   | Argentine | 2-3 ; 2-2 ; 3-2       |
| 2 avril 2012   | Argentine | 6-14  | Espagne   | 1-5 ; 1-2 ; 3-2 ; 1-5 |
| 2 avril 2012   | Canada    | 12-9  | Brésil    | 2-1 ; 1-2 ; 6-2 ; 3-4 |
| 3 avril 2012   | Brésil    | 16-7  | Argentine | 4-1 ; 6-2 ; 3-1 ; 3-3 |
| 3 avril 2012   | Turquie   | 5-14  | Canada    | 2-4 ; 1-3 ; 0-3 ; 2-4 |
| 4 avril 2012   | Turquie   | 2-21  | Espagne   | 0-5 ; 0-6 ; 2-4 ; 0-6 |
| 4 avril 2012   | Canada    | 13-5  | Argentine | 5-1 ; 3-1 ; 3-2 ; 2-1 |
| 5 avril 2012   | Brésil    | 11-11 | Turquie   | 5-2 ; 3-5 ; 1-2 ; 2-2 |
| 5 avril 2012   | Espagne   | 9-6   | Canada    | 2-2 ; 1-2 ; 3-0 ; 3-2 |

#### Phases finales du TQO masculin
| Date             |            | Score |         | Quarts-temps                    |
| ---------------- | ---------- | ----- | ------- | ------------------------------- |
| Quarts de finale |            |       |         |                                 |
| 6 avril 2012     | Monténégro | 19-6  | Turquie | 4-1 ; 4-1 ; 7-3 ; 4-1           |
| 6 avril 2012     | Roumanie   | 19-8  | Brésil  | 4-0 ; 5-2 ; 6-1 ; 4-5           |
| 6 avril 2012     | Macédoine  | 7-11  | Espagne | 3-2 ; 0-3 ; 1-3 ; 3-3           |
| 6 avril 2012     | Grèce      | 8-5   | Canada  | 2-1 ; 2-1 ; 4-3 ; 0-0           |
| Demi-finales     |            |       |         |                                 |
| 7 avril 2012     | Monténégro | 13-12 | Grèce   | 0-2 ; 5-5 ; 3-1 ; 2-2 ; P : 3-2 |
| 7 avril 2012     | Roumanie   | 6-11  | Espagne | 1-3 ; 1-4 ; 3-3 ; 1-1           |
| Finale           |            |       |         |                                 |
| 8 avril 2012     | Monténégro | 12-9  | Espagne | 3-2 ; 2-2 ; 4-2 ; 3-3           |

| Date                           |         | Score |           | Quarts-temps          |
| ------------------------------ | ------- | ----- | --------- | --------------------- |
| Premiers matches de classement |         |       |           |                       |
| 7 avril 2012                   | Turquie | 7-12  | Canada    | 3-4 ; 1-3 ; 2-1 ; 1-4 |
| 7 avril 2012                   | Brésil  | 12-15 | Macédoine | 2-3 ; 2-4 ; 4-3 ; 4-5 |
| 7e/8e                          |         |       |           |                       |
| 8 avril 2012                   | Turquie | 16-12 | Brésil    | 5-2 ; 3-4 ; 3-2 ; 5-4 |
| 5e/6e                          |         |       |           |                       |
| 8 avril 2012                   | Canada  | 11-10 | Macédoine | 4-0 ; 2-3 ; 3-4       |
| 3e/4e                          |         |       |           |                       |
| 8 avril 2012                   | Grèce   | 14-10 | Roumanie  | 4-3 ; 6-3 ; 1-2 ; 3-2 |

#### Classement final du TQO masculin
|                    | Équipes    |
| Médaille d'or      | Monténégro |
| Médaille d'argent  | Espagne    |
| Médaille de bronze | Grèce      |
| 4                  | Roumanie   |
| ------------------ | ---------- |
| 5                  | Canada     |
| 6                  | Macédoine  |
| 7                  | Turquie    |
| 8                  | Brésil     |
| 9                  | Allemagne  |
| 10                 | Argentine  |
| 11                 | Pays-Bas   |

Si les huit premières places sont attribuées en matches de phases finales, les quatre dernières places le sont selon les résultats en phase préliminaire des deux derniers de chaque groupe.
En gras, les équipes qualifiées pour les Jeux olympiques sont les équipes du Monténégro, d'Espagne, Grèce et de Roumanie.